# Amandine Malabul, sorcière maladroite
Pour les articles homonymes, voir Amandine Malabul (homonymie).
Amandine Malabul, sorcière maladroite (The Worst Witch) est une série télévisée britannico-allemande de fantasy pour enfants en 52 épisodes de 25 minutes relatant les aventures d'un groupe de jeunes sorcières dans une école de magie.
L'histoire s'inspire des livres Amandine Malabul écrits par l'autrice Jill Murphy (en) (publiés entre 1974 et 2018),,,. La série littéraire avait déjà connue plusieurs adaptations, dont la série télévisée Amandine Malabul en 1998.
La série Amandine Malabul, sorcière maladroite est une co-production par CBBC, ZDF et Netflix. Elle est diffusée à l'échelle internationale sur Netflix en 2017 et les membres du service résidant au Royaume-Uni, en Irlande et en Allemagne peuvent la regarder depuis sa première diffusion sur CBBC et la ZDF La série a été diffusée pour la première fois sur CBBC le 11 janvier 2017. Une deuxième saison a été confirmée en juin 2017. Depuis le 22 juillet 2017, la série est disponible sur Netflix, et au Québec à partir du 14 novembre 2022 à Télé-Québec.

## Distribution
Sauf indication contraire, les informations mentionnées dans cette section peuvent être confirmées par la base de données cinématographiques IMDb,  présente dans la section « Liens externes ».

### Élèves

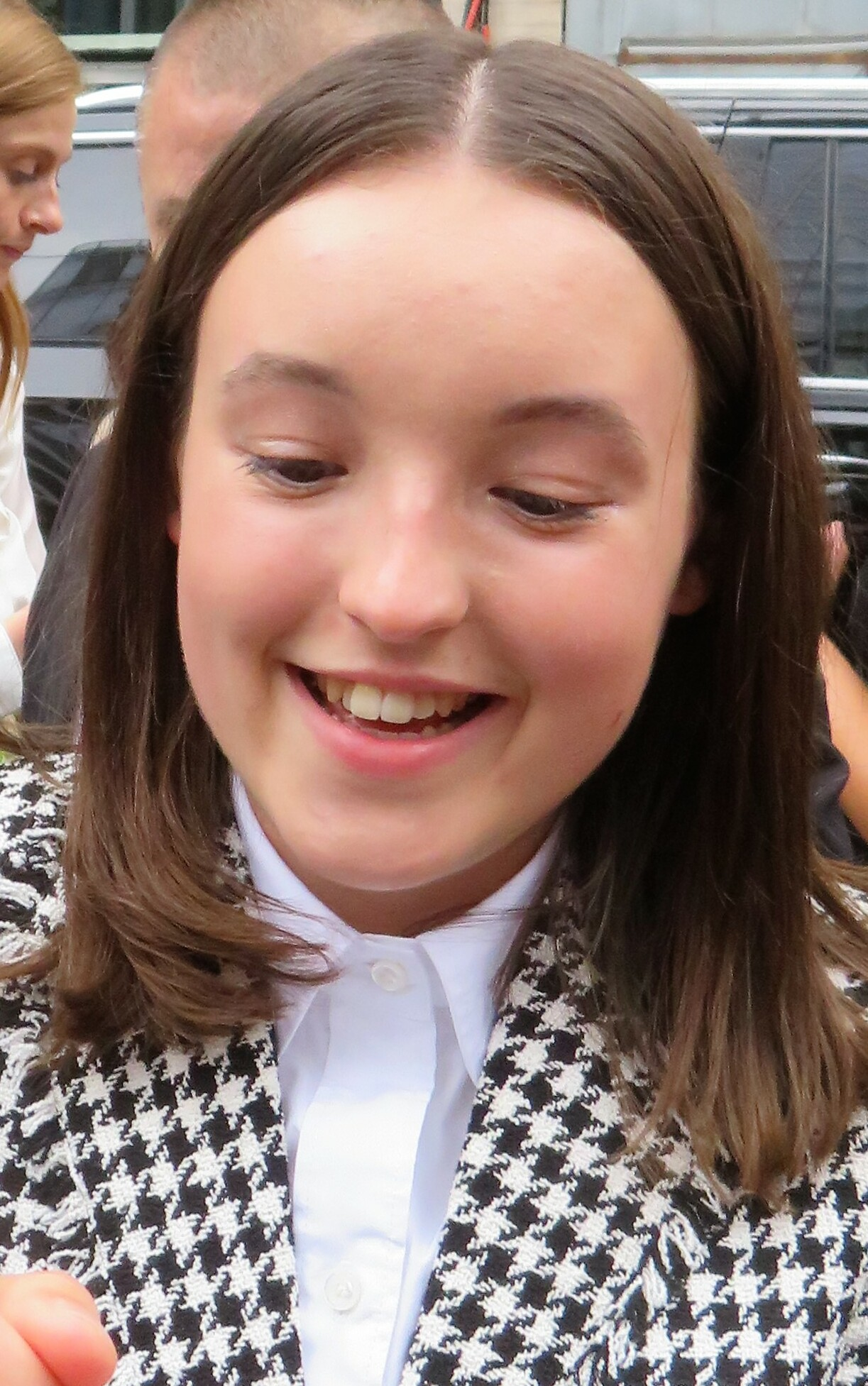
Bella Ramsey (ici en 2022), interprète du personnage principal.

- Bella Ramsey (saisons 1 à 3) / Lydia Page (à partir de la saison 4) (VF : Audrey d’Hulstère) : Amandine Malabul (en) (Mildred Hubble en VO) [9]
- Meibh Campbell (saison 1) / Megan Hughes (à partir de la saison 2) (VF : Marie du Bled) : Pamela Ducharme (Maud Spellbody en VO)
- Tamara Smart (VF : Elsa Poisot) : Isabelle Tromplamort (Enid Nightshade en VO) (saisons 1 à 4)
- Jenny Richardson (VF : Aaricia Dubois) : Octavie Pâtafiel (Ethel Hallow en VO)
- Miriam Petche (saisons 1 à 2) (VF : Sophie Frison) : Esmerelda Pâtafiel (Esmerelda Hallow en VO)
- Tallulah Milligan (VF : Ludivine Deworst) : Drusilla Pallock (saison 1)
- Dagny Rollins (VF : Nancy Philippot) : Felicity Digitale (Felicity Foxglove en VO)
- Ynez Williams (VF : Jazz Marlier) : Béatrice Bataillon (Beatrice Bunch en VO)
- Kitty Slack (VF : Lise Leclercq) : Clarisse Brindille (Clarice Twigg en VO)
- Trixie Hyde (VF : Laetitia Liénart) : Nathalène Pâtafiel (Sybil Hallow en VO)
- Annette Hannah (VF : Helena Coppejans) : Mabel Tapioca
- Kelsey Callandine-Smith : Indigo Bellelune (Indigo Moon en VO)
- Saoirse Addison : Zazie Jones (Izzy Jones en VO)
- Luciana Akpobaro : Azura Bellelune (Azura Moon en VO)

### Professeurs
- Clare Higgins (VFB : Myriam Thyrion) : Mlle Adélaïde Jollidodue (Ada Cackle en VO) / Salmonella Jollidodue (Agatha Cackle en VO) [10],[11]
- Raquel Cassidy (VFB : Fabienne Loriaux) : Mlle Hécate Bâtonsec (Joy Hecate Hardbroom en VO)
- Wendy Craig (VFB : Nicole Colchat) : Mlle Gwendoline Chauve-Roussis (Gwendolyn Bat en VO) (saisons 1 à 3)
- Shauna Shim (en) : Mlle Dumollet (Dimity Dill en VO)
- Philip Martin Brown (VFB : Pierre Lognay) : Stanislas de Tremblepierre (Algernon Rowan-Webb en VO) (saisons 1 à 3)
- Zita Sattar (en) (VFB : Laurence César) : Mlle Maria Tapioca
- Kacey Ainsworth (en) (VFB : Angélique Leleux) : Mlle Lorgnette (Geraldine Gullett en VO) (saison 1)
- Nicola Stephenson (en) (VFB : Maia Baran) : Mlle Julie Malabul, la mère d'Amandine

### Personnages annexes
- Amanda Holden : Mlle Pippa Talisman (Pippa Pentangle en VO)[12]
- Nicholas Jones (en) (VFB : Daniel Nicodème) : le Grand Maître Sorcier

## Production

### Développement et attribution des rôles
En 2014, une nouvelle adaptation d’Amandine Malabul entre en développement avec la BBC. Jill Murphy (en), l'auteure de la série de livres, déclare que la série devrait être « merveilleuse ». Le casting de la série est annoncé en octobre 2016. Bella Ramsey, qui avait joué dans Game of Thrones, est choisie pour le rôle d'Amandine. Ramsey établit des similitudes entre elle et Amandine. Meibh Campbell obtient le rôle de Pamela Ducharme pour la saison 1, mais est remplacée par Megan Hughes dans la saison 2. Hughes déclare que travailler sur la série est « génial et [qu'elle] aime l'expérience » et qu'elle est « si reconnaissante de l'opportunité ». Hughes passe deux auditions avant de se voir offrir le rôle de Maud. Tamara Smart obtient le rôle d'Isabelle Tromplamort après quatre mois d'audition, qu'elle décrit comme « très longue » mais « énervante mais en même temps très excitante ». Smart est enthousiasmée par « l'expérience incroyable » lorsqu'elle obtient le rôle. Jenny Richardson et Miriam Petche sont choisies pour le rôle des sœurs Octavie et Esmerelda Pâtafiel,. Tallulah Milligan, la fille d'Angela Griffin, actrice de Coronation Street et de Waterloo Road (en), est choisie pour le rôle de Drusilla Paddock. Griffin déclare que Milligan « adore absolument » travailler sur la série. Dagny Rollins obtient le rôle de Felicity Digitale.

### Tournage

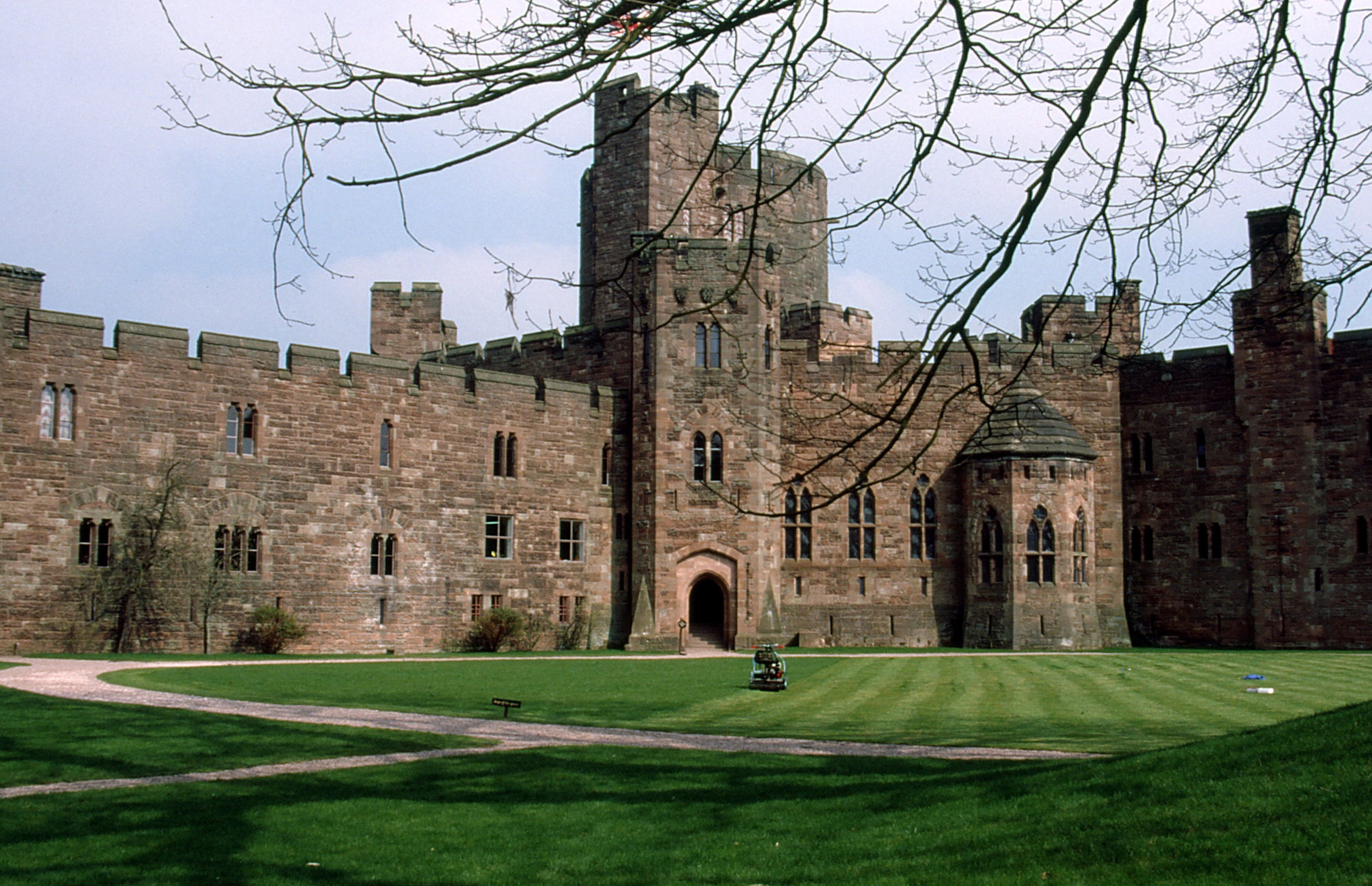
L'un des lieux de tournage : le château de Peckforton en Angleterre.

La série est filmée au château de Peckforton (à Peckforton, dans le comté de Cheshire, en Angleterre) et au château de Hohenzollern (dans le Jura souabe, en Allemagne). La deuxième saison est également filmée à Adlington Hall (en) (à Adlington, dans le comté de Cheshire), en utilisant leur grand hall, la galerie des ménestrels et leur toile de fond de campagne et de bois. Bella Ramsey décrit le tournage comme étant « vraiment bon », mais ajoute qu'il y a des éléments difficiles et décrit l'apprentissage des cascades comme « difficile ». La mère de Megan Hughes, Claire, déclare que Hughes avait passé un « moment incroyable » et qu'elle était « vraiment heureuse, vraiment positive » tout au long du tournage.

## Épisodes

### Première saison (2017)
Elle a été diffusée du 11 janvier au 29 mars 2017 sur la CBBC, et a été mise en ligne le 22 juillet 2017 sur Netflix.
| no  | Titre original           | Titre français                    | Diffusion originale | Diffusion internationale |
| --- | ------------------------ | --------------------------------- | ------------------- | ------------------------ |
| 1-2 | Selection Day            | Le Jour de la sélection           | 11 janvier 2017     | 22 juillet 2017          |
| 3   | Tabby                    | Petitpas                          | 18 janvier 2017     | 22 juillet 2017          |
| 4   | New Girl                 | La Nouvelle                       | 25 janvier 2017     | 22 juillet 2017          |
| 5   | Pond Life                | Le Confort de la mare             | 1er février 2017    | 22 juillet 2017          |
| 6   | The Great Wizard's Visit | La Visite du Grand Maître Sorcier | 8 février 2017      | 22 juillet 2017          |
| 7   | The Best Teacher         | La Meilleure Professeur           | 15 février 2017     | 22 juillet 2017          |
| 8   | Maud's Big Mistake       | La Gigantesque Bêtise de Pamela   | 22 février 2017     | 22 juillet 2017          |
| 9   | The First Witch          | La Première Sorcière              | 1er mars 2017       | 22 juillet 2017          |
| 10  | Spelling Bee             | Le Tournoi de potions magiques    | 8 mars 2017         | 22 juillet 2017          |
| 11  | The Mists of Time        | Les Brumes des temps              | 15 mars 2017        | 22 juillet 2017          |
| 12  | Out Of Bounds            | Au-delà des bornes                | 22 mars 2017        | 22 juillet 2017          |
| 13  | The Worst Headmistress   | La Pire des directrices           | 29 mars 2017        | 22 juillet 2017          |

### Deuxième saison (2018)
Une deuxième saison a été officialisée en juin 2017. Elle est composée de treize épisodes, et diffusée sur la chaîne anglaise CBBC avant d'être sur Netflix le 27 juillet 2018.
| N° | #  | Titre original                      | Titre français                     | Diffusion originale | Diffusion internationale |
| -- | -- | ----------------------------------- | ---------------------------------- | ------------------- | ------------------------ |
| 14 | 1  | Tortoise Trouble                    | Les Tribulations de la tortue      | 8 janvier 2018      | 27 juillet 2018          |
| 15 | 2  | The Friendship Trap                 | Le Piège d'amitié                  | 15 janvier 2018     | 27 juillet 2018          |
| 16 | 3  | Ethel Everywhere                    | Octavie ici, Octavie là            | 22 janvier 2018     | 27 juillet 2018          |
| 17 | 4  | The Extraordinary Esper Vespertilio | L'Extraordinaire Esper Vespertilio | 29 janvier 2018     | 27 juillet 2018          |
| 18 | 5  | Mildred's Family Tree               | L'Arbre généalogique d'Amandine    | 5 février 2018      | 27 juillet 2018          |
| 19 | 6  | Bat Girl                            | Une chauve-souris écervelée        | 12 février 2018     | 27 juillet 2018          |
| 20 | 7  | Hollow Wood                         | La Forêt envolée                   | 19 février 2018     | 27 juillet 2018          |
| 21 | 8  | Miss Cackle's Birthday              | L'Anniversaire de Mlle Jollidodue  | 26 février 2018     | 27 juillet 2018          |
| 22 | 9  | Miss Softbroom                      | Mlle Bâtondoux                     | 5 mars 2018         | 27 juillet 2018          |
| 23 | 10 | A New Dawn                          | Une nouvelle ère                   | 12 mars 2018        | 27 juillet 2018          |
| 24 | 11 | Love at First Sight                 | Coup de foudre                     | 19 mars 2018        | 27 juillet 2018          |
| 25 | 12 | All Hallow's Eve                    | Dure Soirée pour les Pâtafiel      | 26 mars 2018        | 27 juillet 2018          |
| 26 | 13 | The Big Freeze                      | Avis de grand froid                | 26 mars 2018        | 27 juillet 2018          |

### Troisième saison (2019)
Elle a été diffusée du 7 janvier au 18 mars 2019 sur la CBBC, et mise en ligne le 26 juillet 2019 sur Netflix.
| N° | #  | Titre original                     | Titre français                  | Diffusion originale | Diffusion internationale |
| -- | -- | ---------------------------------- | ------------------------------- | ------------------- | ------------------------ |
| 27 | 1  | The Wishing Star                   | L'Étoile bleue                  | 7 janvier 2019      | 26 juillet 2019          |
| 28 | 2  | Double Hubble                      | Amandine à la rescousse         | 14 janvier 2019     | 26 juillet 2019          |
| 29 | 3  | Magic Mum                          | Une maman magique               | 21 janvier 2019     | 26 juillet 2019          |
| 30 | 4  | The Swamp Troll                    | Le Lutin des marais             | 28 janvier 2019     | 26 juillet 2019          |
| 31 | 5  | The Owl and the Pussycat           | La Chouette et le Chaton        | 4 février 2019      | 26 juillet 2019          |
| 32 | 6  | The Game                           | Le Jeu                          | 11 février 2019     | 26 juillet 2019          |
| 33 | 7  | Bad Magic                          | Un mauvais tour de magie        | 18 février 2019     | 26 juillet 2019          |
| 34 | 8  | The Cackle Run                     | La Course infernale             | 25 février 2019     | 26 juillet 2019          |
| 35 | 9  | Starstruck                         | Le Concours de talents          | 4 mars 2019         | 26 juillet 2019          |
| 36 | 10 | Finding Joy                        | Mon amie Joy                    | 11 mars 2019        | 26 juillet 2019          |
| 37 | 11 | The Broom Stick Uprising           | La Révolte des balais           | 18 mars 2019        | 26 juillet 2019          |
| 38 | 12 | Ethel Hallow to the Rescue, Part 1 | Un échange magique              | 25 mars 2019        | 26 juillet 2019          |
| 39 | 13 | Ethel Hallow to the Rescue, Part 2 | Octavie Pâtafiel, cette héroïne | 25 mars 2019        | 26 juillet 2019          |

### Quatrième saison (2020)
Elle a été diffusée du 26 janvier 2020 au 20 avril 2020 sur la CBBC et a été mise en ligne sur Netflix le 1er octobre 2020. et à Télé-Québec le 14 novembre 2022.
| N° | #  | Titre original              | Titre français                       | Diffusion originale | Diffusion internationale |
| -- | -- | --------------------------- | ------------------------------------ | ------------------- | ------------------------ |
| 40 | 1  | The Three Impossibilities   | Les Trois Infaisablilités            | 27 janvier 2020     | 1er octobre 2020         |
| 41 | 2  | Gertrude the Great          | Gertrude la Grande                   | 3 février 2020      | 1er octobre 2020         |
| 42 | 3  | Happy Birthday, Indigo Moon | Bon anniversaire, Indigo Bellelune   | 10 février 2020     | 1er octobre 2020         |
| 43 | 4  | Enid Nightshade, Superstar  | Isabelle Tromplamor, superstar       | 17 février 2020     | 1er octobre 2020         |
| 44 | 5  | The Forbidden Tree          | L'Arbre interdit                     | 24 février 2020     | 1er octobre 2020         |
| 45 | 6  | Maud's Magical Make-over    | Le Relooking magique de Pamela       | 2 mars 2020         | 1er octobre 2020         |
| 46 | 7  | The Crystal Lake            | Le Lac de Cristal                    | 9 mars 2020         | 1er octobre 2020         |
| 47 | 8  | Enid's Last Race            | La Dernière Course d'Isabelle        | 16 mars 2020        | 1er octobre 2020         |
| 48 | 9  | Mildred the Detective       | Amandine, la détective               | 23 mars 2020        | 1er octobre 2020         |
| 49 | 10 | A Witch in Time             | Une sorcière dans les temps          | 30 mars 2020        | 1er octobre 2020         |
| 50 | 11 | Grounded                    | Fondée                               | 6 avril 2020        | 1er octobre 2020         |
| 51 | 12 | The Witching Hour: Part 1   | L'Heure H des Sorcières - 1re partie | 13 avril 2020       | 1er octobre 2020         |
| 52 | 13 | The Witching Hour: Part 2   | L'Heure H des Sorcières - 2e partie  | 20 avril 2020       | 1er octobre 2020         |

## Audiences
| Saison | Épisodes | Lancement         | Lancement             | Fin de saison | Fin de saison         |
| Saison | Épisodes | Date de diffusion | Téléspectateurs[Où ?] | Date          | Téléspectateurs[Où ?] |
| ------ | -------- | ----------------- | --------------------- | ------------- | --------------------- |
| 1      | 13       | 11 janvier 2017   | 465 000               | 29 mars 2017  | 342 000               |
| 2      | 13       | 8 janvier 2018    | 301 000               | 26 mars 2018  | 414 000               |
| 3      | 13       | 7 janvier 2019    | 279 000               | 25 mars 2019  | 159 000               |
| 4      | 13       | 27 janvier 2020   | 252 000               | 20 avril 2020 | 97 000                |

## Distinctions
Sauf indication contraire, les informations mentionnées dans cette section peuvent être confirmées par la base de données cinématographiques IMDb,  présente dans la section « Liens externes ».

### Récompenses
- British Academy Children's Awards (en) 2019 : meilleure jeune interprète dans une série télévisée dramatique pour Bella Ramsey

### Nominations
- British Academy Children's Awards (en) 2018 :
  - Meilleur drame
  - Meilleure jeune interprète dans une série télévisée dramatique pour Bella Ramsey
- Young Artist Awards 2021 : meilleure actrice adolescente dans un second rôle dans une série télévisée TV pour Tamara Smart